# Archips purpurana
Archips purpurana es una especie de polilla del género Archips, tribu Archipini, familia Tortricidae. Fue descrita científicamente por Clemens en 1865.

## Descripción
La longitud de las alas anteriores es de 8,5-11 milímetros en los machos y 10,5-12,5 milímetros en las hembras.

## Distribución
Se distribuye por Estados Unidos.